# Nigella damascena

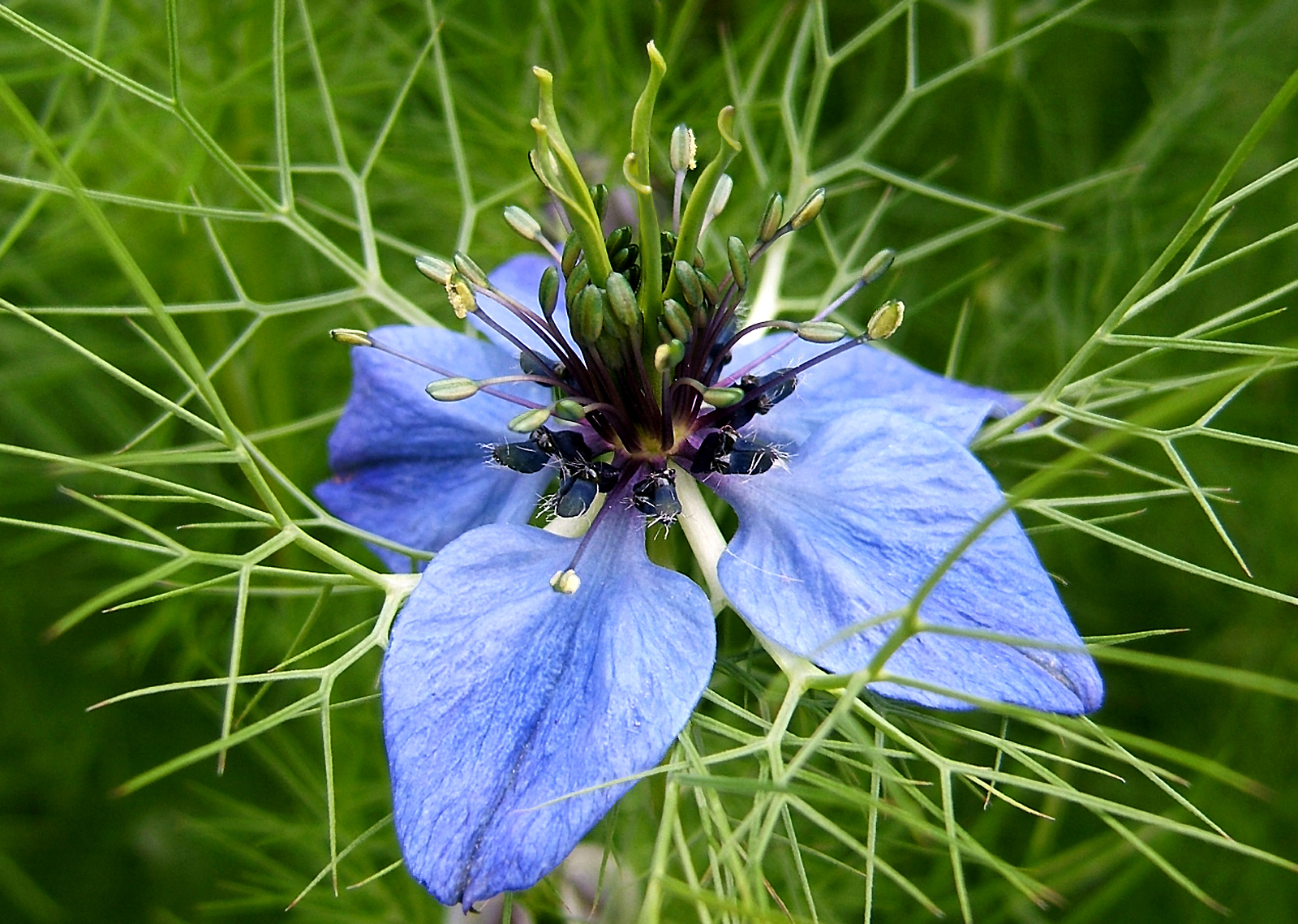
Un ejemplar salvaje

Cápsula submadura in situ

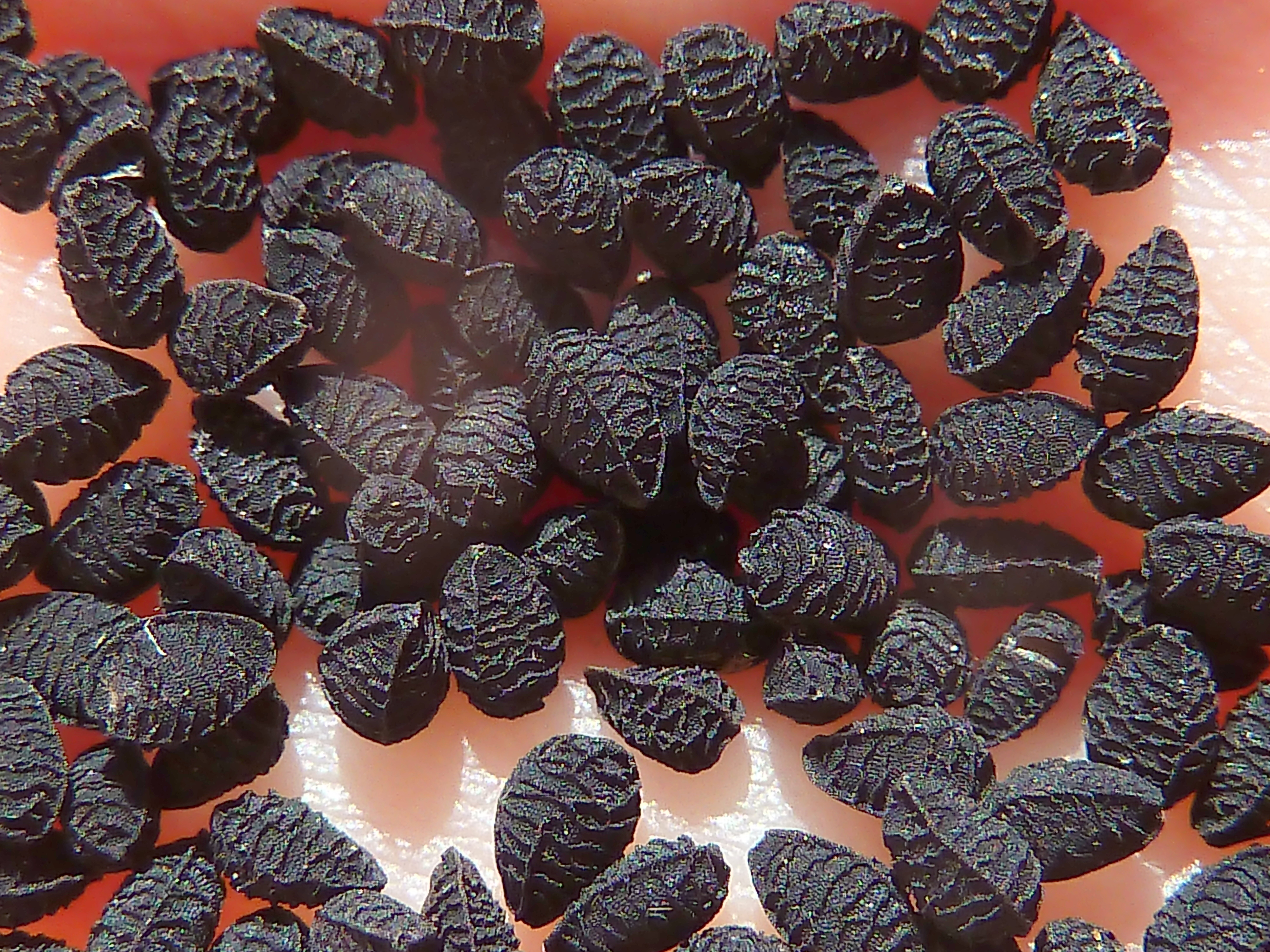
Semillas sueltas

Nigella damascena, comúnmente llamada  arañuela, ajenuz  o neguilla  —entre otros numerosos nombres vernáculos— es una especie de planta herbácea del género Nigella de la familia Ranunculaceae.

## Descripción
Se trata de una planta anual, erecta, glabra con un tallo de 5-70 cm de alto; este último es usualmente simple pero, eventualmente, puede ramificarse desde la base. Tiene las hojas dos veces pinnatisectas /laciniadas, con lóbulos lineares estrechos, las inferiores, largamente pecioladas, organizadas en roseta basal, las medianas y superiores, subsentadas o sentadas. Hay 3-4 brácteas involucrales, subsentadas y laciniadas, más grandes que las flores; estas últimas, de 1.5-3 cm de diámetro, tienen 5 sépalo petaloideos de contorno oval a oval-lanceolado y de color generalmente azulado. Los 5 pétalos, también azules, son reducidos a piezas nectaríferas bilabiadas, con el labio inferior bífido. El androcea está constituido po r numerosos estambres y el gineceo, de 3-5 carpelos soldados, deriva en un cápsula globular / ovalada de hasta unos 2 cm de diámetro, dehiscente, con 3-5 lóculos estériles y 3-5 fértiles con numerosas semillas trigonas bi-trimilimétricas reticuladas de color negro.

## Hábitat y distribución
Crece en campos de cultivo y pastos pedregosos o arenosos. 
Es una especie nativa de Macaronesia y el Mediterráneo hasta el Cáucaso y Oriente medio. Introducida en casi toda Europa y, como ornamental, en unas cuantas otras regiones del mundo.

## Taxonomía
La especie fue descrita por Carlos Linneo y publicada en Species Plantarum, vol. 1, p. 534, 1753. La especie tipo es Nigella arvensis L., 1753.
Etimología
- Nigella: derivado del Latín nǐgellus, negruzco, diminutivo de nǐgěr, negro, por el color de las semillas.[4]
- damascena: prestado del Latín dǎmascēna, -ae, del País de Damas (Damasco, Siria).[4] Resulta extraño que sea una alusión geográfica, pues Carlos Linneo cita como locus typicus el sur de Europa («Habitat inter segetes Europae australis.») aunque su distribución abarca también a dicho país de Oriente medio. Podría, también, aludir a la ciruela damascena por su color de un violáceo negruzco recordando aquel de las semillas, o incluso por la forma del fruto, ovalada como la de dicha ciruela.

## Citología
Número de cromosomas: 2n = 12.

## Sinónimos
- Erobathos damascenum Spach
- Nigella bourgaei Jord.
- Nigella arvensis var. minor Boiss.
- Nigella arvensis var. oligogyna Caball.[5][1]

## Nombres comunes
- Castellano: agenuz, agenuz de jardín, ajeluz (2), ajenuz (5), ajenuz de jardín (3), araña (6), arañas (2), arañuela (21), arañuelas (2), axenuz, axenuz de jardín que hace la simiente muy negra, capuchino, ermità, estrella de mar, farolillo, manueles, neguilla (4), neguilla común (2), neguilla damascena (2), neguilla damascena de Cienfuegos, neguilla damascena de flor doblada, neguilla de Damasco (4), neguilla que hace la simiente muy negra, trompo. Las cifras entre paréntesis reflejan la frecuencia del uso del vocbablo en España.[6]
- doña Luisa (Chile)[7]